# Сподня Речиця (Лашко)
Сподня Речиця (словен. Spodnja Rečica) — поселення в общині Лашко, Савинський регіон, Словенія. Висота над рівнем моря: 286,6 м.